# Darb-e Emamzade Ebrahim
Darb-e Emamzade Ebrahim – wieś w środkowym Iranie, w ostanie Isfahan. W 2006 roku miejscowość liczyła 684 mieszkańców w 200 rodzinach.